# Conjunto Rioja
El Conjunto Rioja es un complejo habitacional construido por el Banco Municipal de Buenos Aires en el barrio de Parque Patricios, en la ciudad de Buenos Aires, Argentina. Fue diseñado por los arquitectos Flora Manteola, Ignacio Petchersky, Javier Sánchez Gómez, Josefa Santos, Justo Solsona y Rafael Viñoly y se inauguró en 1973.
También son llamadas popularmente las Torres de Salcedo, ya que se encuentran en dicha calle.

## Historia
En el predio que ocupa el conjunto se hallaban anteriormente dependencias del Banco Municipal, que decidió la construcción de un complejo de torres que facilitaran la vivienda con créditos flexibles para sus empleados. El estudio de Flora Manteola, Ignacio Petchersky, Javier Sánchez Gómez, Josefa Santos, Justo Solsona y Rafael Viñoly, que ya habían diseñado la Casa Matriz del banco y otras sucursales, proyectó 7 torres de diversas alturas, interconectadas con puentes y escaleras, un diseño novedoso.
Las obras, que fueron dirigidas por los mismos arquitectos y realizadas por la constructora Kocourek S.A., se iniciaron en diciembre de 1969 (1º etapa) y fueron ampliadas a la totalidad del conjunto mediante una segunda licitación ganada por la misma empresa en marzo de 1971. En total, se construyeron 445 viviendas de 1, 2, 3 y 4 ambientes. La distribución de las mismas fue la siguiente: 74 departamentos en la Torre 1, 37 en la Torre 2, 75 en la Torre 3, 36 en la Torre 4, 72 en la Torre 5, 34 en la Torre 6 y 72 en la Torre 7. Se conectaron las torres mediante 8 puentes largos y 4 puentes cortos, ocupados por unidades de un dormitorio.
Además, se construyeron guarderías, salas de estar al aire libre y juegos infantiles.

## Datos
El proyecto del Estudio M/P/SG/S/S/V comenzó en noviembre de 1968 y estuvo concretado para mayo de 1969. Colaboraron Antonio Jantus y Roberto Nantón. Asesoraron: en estructuras, los ingenieros Pedregal y Peral; en instalaciones sanitarias, León Sterman y en electricidad el ingeniero O. Oneto. En la dirección de obra colaboraron los arquitectos Mario Petriella y Guillermo Linares.
La superficie del terreno elegido es de 11.463 m², y fueron construidos en total 42.000 m² de superficie cubierta, compuestos por unos 31.000 m² de viviendas y 10.400 m² de depósitos subterráneos. Además, se usaron 5.000 m² para estacionamientos.

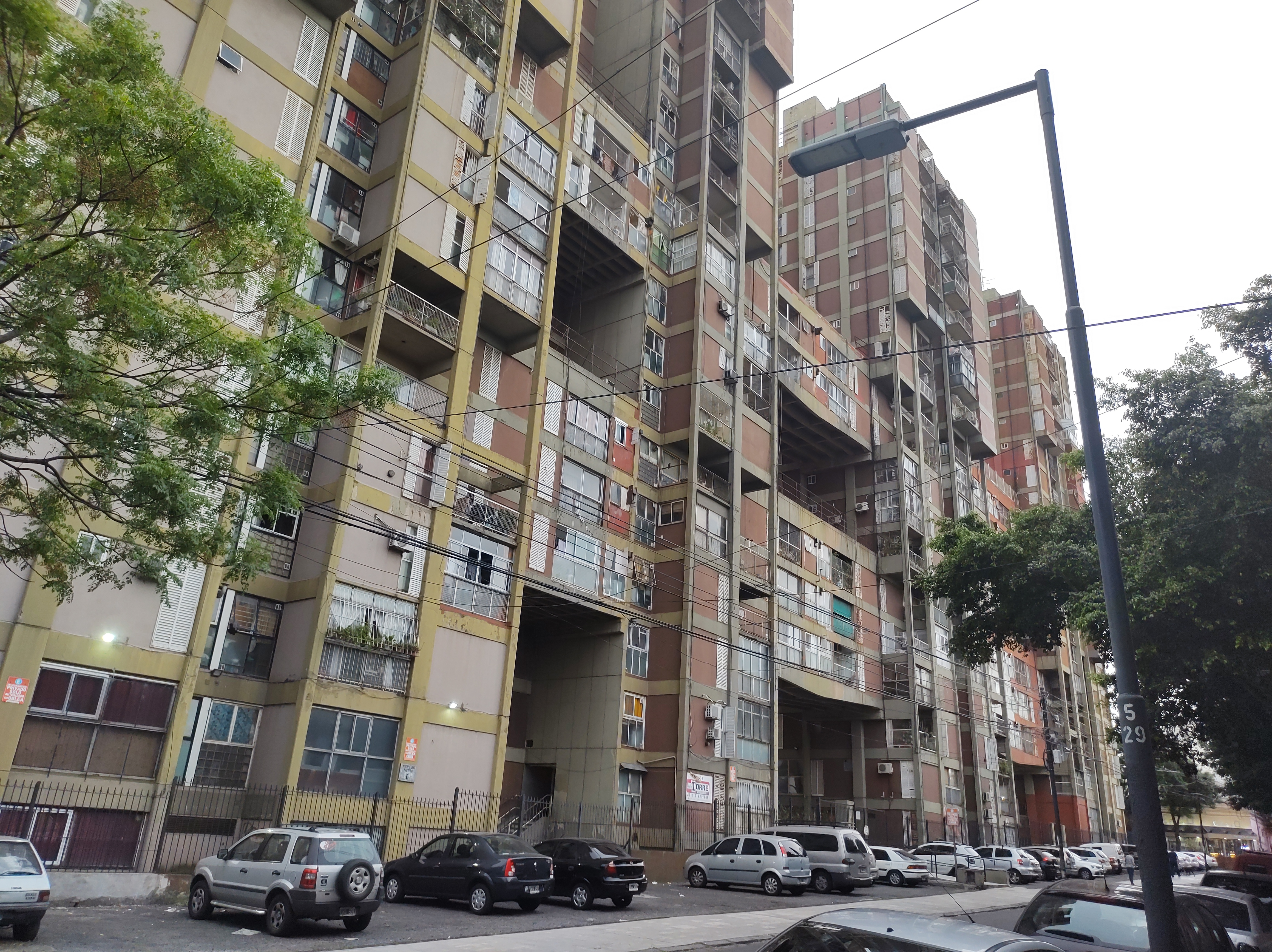
Salcedo al 3000.
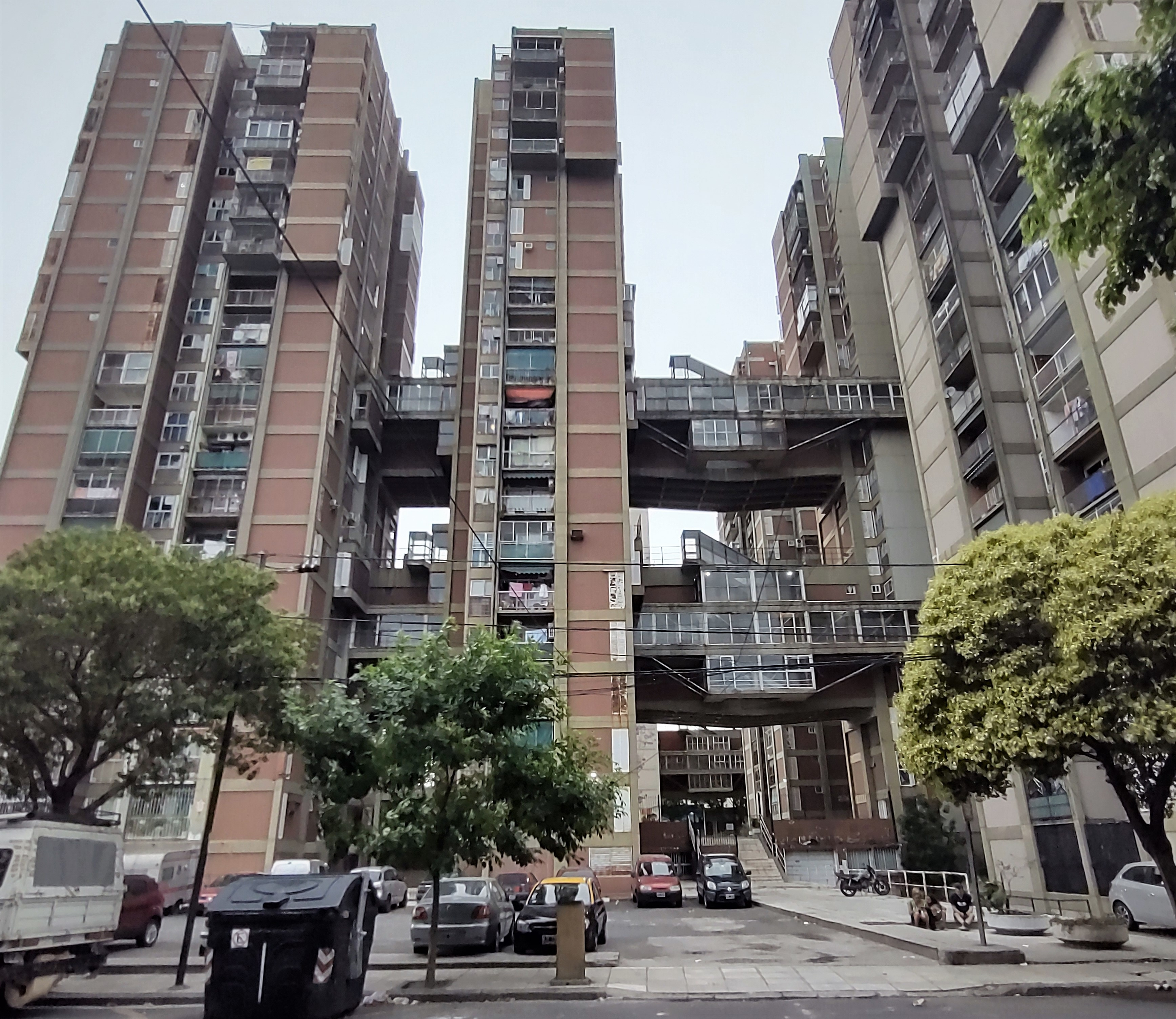
La Rioja al 1700